# Теорема про частку
Теорема про частку — твердження про те, що якщо результат множення вектора на величину з довільним числом верхніх і нижніх індексів є тензором для будь-якого вектора, то величина з верхніми і нижніми індексами є тензором.

## Формулювання
Нехай величина {\displaystyle P_{\lambda \mu \nu }} така, що для будь-якого вектора {\displaystyle A^{\nu }} величина {\displaystyle A^{\lambda }P_{\lambda \mu \nu }} є тензором. У цьому випадку величина {\displaystyle P_{\lambda \mu \nu }} є тензором.

## Доведення
Розглянемо перетворення від старої криволінійної системи координат, де вектор має координати {\displaystyle x^{\mu }} до нової системи координат, де цей же вектор має координати {\displaystyle x^{\mu '}}. Домовимося позначати {\displaystyle {\frac {\partial x^{\mu '}}{\partial x^{\nu }}}=x_{,\nu }^{\mu '}}. Позначимо величину {\displaystyle Q_{\mu \nu }=A^{\lambda }P_{\lambda \mu \nu }}.
За умовою, {\displaystyle Q_{\mu \nu }} є тензор, тому {\displaystyle Q_{\beta \gamma }=Q_{\mu '\nu '}x_{,\beta }^{\mu '}x_{,\gamma }^{\nu '}}. Тоді {\displaystyle A^{\alpha }P_{\alpha \beta \gamma }=A^{\lambda '}P_{\lambda '\mu '\gamma '}x_{,\beta }^{\mu '}x_{,\gamma }^{\nu '}}. Так як {\displaystyle A^{\lambda }} є вектором, за правилами перетворення векторів маємо: {\displaystyle A^{\lambda '}=A^{\alpha }x_{,\alpha }^{\lambda '}}. Таким чином: {\displaystyle A^{\alpha }P_{\alpha \beta \gamma }=A^{\alpha }x_{,\alpha }^{\lambda '}P_{\lambda '\mu '\nu '}x_{,\beta }^{\mu '}x_{,\gamma }^{\nu '}} Ця рівність має бути вірнрю для всіх {\displaystyle A^{\alpha }}, отже {\displaystyle P_{\alpha \beta \gamma }=P_{\lambda '\mu '\nu '}x_{,\alpha }^{\lambda '}x_{,\beta }^{\mu '}x_{,\gamma }^{\nu '}}. Величина {\displaystyle P_{\alpha \beta \gamma }} є тензором. Доведення неважко узагальнити на будь-яке число верхніх і нижніх індексів.